# U-1 (1935년)
U-1은 유보트 2A형 중 한 척으로 번호 상으로는 이 함이 1번함이다. 작전 성과는 거둔 것이 없으며, 기뢰에 격침된 것으로 알려졌다.

## 개요
- Type : 2A형
- 진수일 : 1935년 2월 11일, Deutsche Werke, Kiel
- 실전배치 : 1935년 6월 29일

## 역대 함장
- 1935년 6월 - 1936년 9월 : 클라우스 에베르트 대위
- 1936년 10월 - 1938년 2월 : 알렉산데르 게르하르
- 1938년 2월 - 1938년 10월 : 기록없음
- 1938년 10월 - 1940년 4월 : 위르겐 데케 대위

## 작전 항해
- 1935년 1월 - 1939년 9월 U-Boot훈련학교(U-Bootschulflottille)
- 1939년 9월 - 1940년 2월 U-Boot훈련학교(U-Bootschulflottille)
- 1940년 3월 - 1940년 4월 교육 항해(U-Bootschulflottille)

## 작전 성과
없음.

## 운명
함 번호로 최초의 유보트 U-1은 1940년 4월 6일에 침몰되었다. 북해의 7번 기뢰밭(the mine barrage Field No. 7)에서 기뢰에 당한 것으로 추정되고 있다. 함장 위르겐 데케 대위를 포함한 승조원 24명은 이때 모두 전사했다.
이 7번 기뢰밭은 영국 해군 구축함 HMS 익스프레스, HMS 이스크, HMS 이카루스, HMS 임펄시브에 의해 1940년 3월에 부설된 것이다. 작전 중이거나 복귀하던 다수의 유보트가 이 기뢰밭에서 당한 것으로 추정되고 있지만, U-1의 침몰에 대한 또 다른 설명은, 북위 54.37, 동경 03.35 지점에 영국해군 잠수함 HMS 노웰이 부설한 기뢰에 당했다고 하는 설도 있다.
이런 사실이 밝혀지기 전에 U-1은 1940년 4월 16일, 노르웨이의 스타방게르 남서쪽 북해 북위 58.18도, 동경 5.47에서 영국 해군 잠수함 HMS 포포이제 호가 발사한 어뢰공격을 받고 침몰된 것으로 알려져 있었다. 그러나 이 공격은 U-3에 대해 가해진 공격으로 정정되었다.